# Manfred Zielonka
Manfred Zielonka (* 24. Januar 1960 in Krzyżowa Dolina, Opole) ist ein ehemaliger deutscher Boxer.

## Werdegang
Zielonka kam als Spätaussiedler der deutschen Minderheit in Polen im Jahre 1967 mit seinen Eltern nach Düren, wo er Mitglied des Boxrings Düren wurde. Seine Trainer waren Lambert Schulze, Ernst Müller und Heinz Jäger. Später wechselte er dann zum Bundesligisten Ringfrei Mülheim. 
Er wurde 1981 in Hanau mit einem Finalsieg gegen Michael Kopzog Deutscher Meister im Weltergewicht, gewann nach einer Halbfinalniederlage gegen Mark Breland eine Bronzemedaille im Weltergewicht bei der Weltmeisterschaft 1982 in München und wurde von den Lesern des Magazins Boxsport auch zum Boxer des Jahres gewählt. 1983 gewann er die Silbermedaille im Halbmittelgewicht bei der Militär-Weltmeisterschaft der CISM in Bangkok.
Eine weitere Medaille, Bronze im Halbmittelgewicht, gewann er bei den Olympischen Spielen 1984 in Los Angeles. Aufgrund einer Handverletzung konnte er nach drei Siegen nicht zu seinem Halbfinal-Kampf gegen Frank Tate antreten und schied daher durch Walkover aus.
Bei der Europameisterschaft 1985 in Budapest verlor er bereits im Achtelfinale.

## Sonstiges
Zielonka ist gelernter KfZ-Mechaniker, war später Zeitsoldat der Bundeswehr und Angestellter der Stadt Düren.